# Nervus hypoglossus
De nervus hypoglossus is de twaalfde hersenzenuw.
De N. XII is volgens zijn ontwikkelingsgeschiedenis het overblijfsel van enkele cervicale zenuwen, die later in de hersenen werden opgenomen en waarvan de sensorische vezels verdwenen zijn.

## Innervatie
De nervus hypoglossus is een zuiver somatomotorische zenuw voor de spieren van de tong. De zenuw innerveert de intrinsieke tongspieren (m. longitudinalis superior, m. longitudinalis inferior, m. verticalis, m. transversus) en de extrinsieke tongspieren (m. genioglossus, m. hyoglossus en m. styloglossus). De m. palatoglossus behoort ook tot de extrinsieke tongmusculatuur maar wordt door de n. vagus geïnnerveerd. De tong wordt per N. hypoglossus zuiver eenzijdig geïnnerveerd.

## Klinische evaluatie en relevantie
Bij beschadiging van de nervus hypoglossus ontstaat een halfzijdige verschrompeling van de tong (= hemiatrofie). De tong wordt uitgestoken naar de beschadigde kant, omdat de m. genioglossus aan de intacte zijde de tong naar voren beweegt.
Bij een carotisendarteriëctomie, een operatie waarbij een arteriosclerotische plaque vaatchirurgisch uit de a. carotis wordt verwijderd, kan de nervus hypoglossus beschadigd raken.
Ook kan deze zenuw soms beschadigd raken bij een fractuur van de occipitale condyle (in de meeste gevallen een stabiel letsel)
I: N. olfactorius · II: N. opticus · III: N. oculomotorius · IV: N. trochlearis · V: N. trigeminus (N. ophthalmicus · N. maxillaris · N. mandibularis) · VI: N. abducens · VII: N. facialis · VIII: N. vestibulocochlearis · IX: N. glossopharyngeus · X: N. vagus · XI: N. accessorius · XII: N. hypoglossus